# Carl Ludwig
Carl Friedrich Wilhelm Ludwig (Witzenhausen, 29 december 1816 – Leipzig, 23 april 1895) was een Duits arts en fysioloog.

## Biografie
Ludwig werd in 1816 geboren in Witzenhausen, nabij Kassel. Hij volgde een opleiding aan een humanistisch gymnasium en studeerde geneeskunde in Marburg, Erlangen en Bamberg. Hij promoveerde in 1839 en werkte als assistent aan de Universiteit van Marburg, gevolgd door een aanstelling als privaatdocent en als buitengewoon hoogleraar in 1846. In 1849 werd Ludwig benoemd tot hoogleraar in de anatomie en fysiologie aan de universiteit Zürich. Zes jaar later kreeg hij een professoraat aan een militair geneeskundig instituut in Wenen. In 1865 werd hem de zojuist gecreëerde leerstoel Fysiologie aan de universiteit van Leipzig aangeboden. Ludwig accepteerde en bekleedde die positie tot aan zijn pensioen. Carl Ludwig overleed in Leipzig in 1895.

## Wetenschappelijke betekenis
Ludwig was van meet af aan een van de tegenstanders van de gangbare opvatting dat de levende natuur onderhavig was aan andere natuurwetten dan de niet-levende. Hij verzette zich in 1842 al tegen deze "vis vitalis" in het proefschrift De viribus physicis secretionem urinae adjuvantibus (Bijdragen tot de kennis over de afscheiding van urine). Het meest gevierde van zijn publicaties was het standaardwerk Lehrbuch der Physiologie des Menschen dat in twee delen tussen 1852 en 1856 verscheen.
Ludwig was van enorm belang voor de relatief jonge wetenschap van de fysiologie, niet alleen vanwege zijn publicaties maar ook door het introduceren van nieuwe methodes en het uitvinden van apparaten. Hij toonde het bestaan aan van een aparte klasse van zenuwen die klieren aansturen, onder meer door stimulatie van uitgenomen organen, een novum in die tijd. In 1847 vond hij de kymograaf uit: een apparaat waarmee observaties konden worden opgeslagen en gereproduceerd en in 1867 stond hij aan de wieg van de "Stromuhr" of rheometer, waarmee de snelheid van de bloedsomloop kan worden gemeten en later ontwierp hij een pomp voor onderzoek naar bloedgas. Daarmee verrichtte hij onder meer onderzoek naar de gassen van de lymfe en het belang van geoxideerd materiaal in het bloed.

## Erkenningen
In 1884 werd aan Ludwig de Copley Medal toegekend, een wetenschapsprijs van de Royal Academy, de Britse academie van wetenschappen.
In 1889 werd hij Ridder in de Orde "Pour le Mérite" en een jaar later ereburger van de stad Leipzig. Het Carl Ludwig Institute of Physiology aan de universiteit van die stad is naar hem vernoemd. 